# Wendy Griner
Wendy Elizabeth Griner (Hamilton, Ontário, 16 de abril de 1944) é uma ex-patinadora artística canadense, que competiu no individual feminino. Ela conquistou uma medalha de prata campeonatos mundiais e foi tetracampeã do campeonato nacional canadense. Griner disputou os Jogos Olímpicos de Inverno de 1960 e 1964 terminando na décima segunda e décima posições, respectivamente.

## Principais resultados
| Resultados                                            | Resultados        | Resultados      | Resultados      | Resultados       | Resultados       | Resultados      | Resultados       | Resultados    | Resultados    | Resultados    | Resultados    | Resultados    |
| Internacional                                         | Internacional     | Internacional   | Internacional   | Internacional    | Internacional    | Internacional   | Internacional    | Internacional | Internacional | Internacional | Internacional | Internacional |
| Evento/Temporada                                      | 1957– 1958        | 1958– 1959      | 1959– 1960      | 1960– 1961       | 1961– 1962       | 1962– 1963      | 1963– 1964       |               |               |               |               |               |
| ----------------------------------------------------- | ----------------- | --------------- | --------------- | ---------------- | ---------------- | --------------- | ---------------- | ------------- | ------------- | ------------- | ------------- | ------------- |
| Jogos Olímpicos                                       |                   |                 | 12.ª            |                  |                  |                 | 10.ª             |               |               |               |               |               |
| Campeonato Mundial                                    |                   |                 | 7.ª             |                  | Medalha de prata | 4.ª             | 11.ª             |               |               |               |               |               |
| Campeonato Norte-Americano                            |                   |                 |                 | Medalha de prata |                  | Medalha de ouro |                  |               |               |               |               |               |
| Nacional                                              |                   |                 |                 |                  |                  |                 |                  |               |               |               |               |               |
| Campeonato Canadense                                  |                   |                 | Medalha de ouro | Medalha de ouro  | Medalha de ouro  | Medalha de ouro | Medalha de prata |               |               |               |               |               |
| Campeonato Canadense – Júnior                         | Medalha de bronze | Medalha de ouro |                 |                  |                  |                 |                  |               |               |               |               |               |
|                                                       |                   |                 |                 |                  |                  |                 |                  |               |               |               |               |               |
| Legenda: Competição não foi disputada nesta temporada |                   |                 |                 |                  |                  |                 |                  |               |               |               |               |               |